# Halictus langobardicus
Halictus langobardicus är en biart som beskrevs av Blüthgen 1944. Halictus langobardicus ingår i släktet bandbin, och familjen vägbin. Inga underarter finns listade i Catalogue of Life.